# Vogeserna

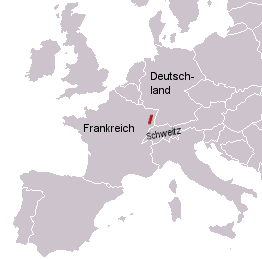
Geografiskt läge för Vogeserna

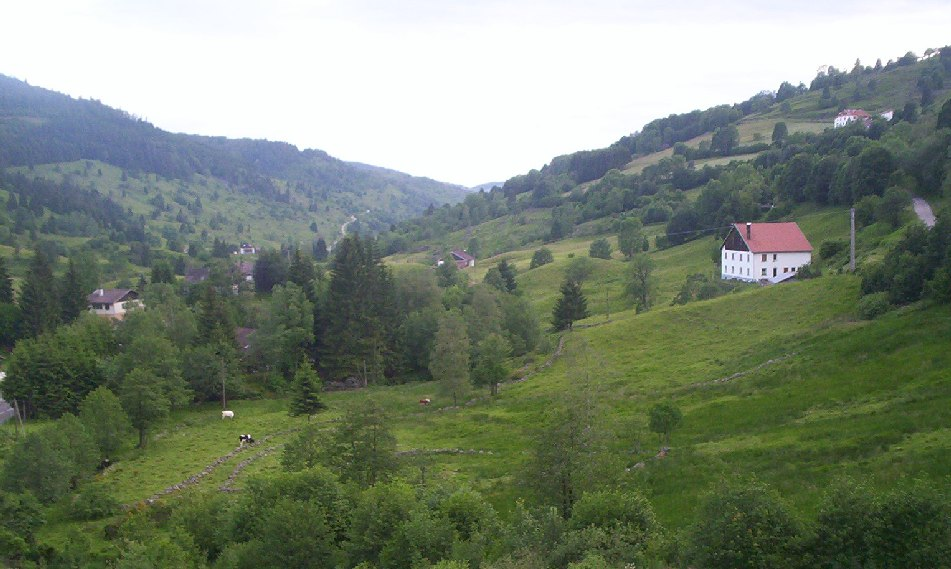
Typisk terräng i Vogeserna (Chajouxdalen, La Bresse)

Vogeserna (franska: Vosges, tyska: Vogesen eller Wasgenwald) är ett bergsmassiv, geologiskt en horst, i Frankrike. Området ligger utmed Rhen-dalen i regionerna Grand Est och Bourgogne-Franche-Comté. Gränsen mot Pfalzskogen bildas av Col de Saverne. Geologiskt hör dock den södra delen av Pfalzskogen till Vogeserna.
Grand Ballon är den högsta toppen på 1424 meters höjd, följt av Storkenkopf (1366 meter) och Hohneck (1364 meter).

## Källförteckning
1. ↑  ”Vogeserna: vad man inte får missa och vad man kan hitta på ...”. france.fr. https://www.france.fr/sv/artikel/vogeserna-vad-man-inte-far-missa-och-vad-man-kan-hitta-pa. Läst 2 juli 2024.